# Tombili

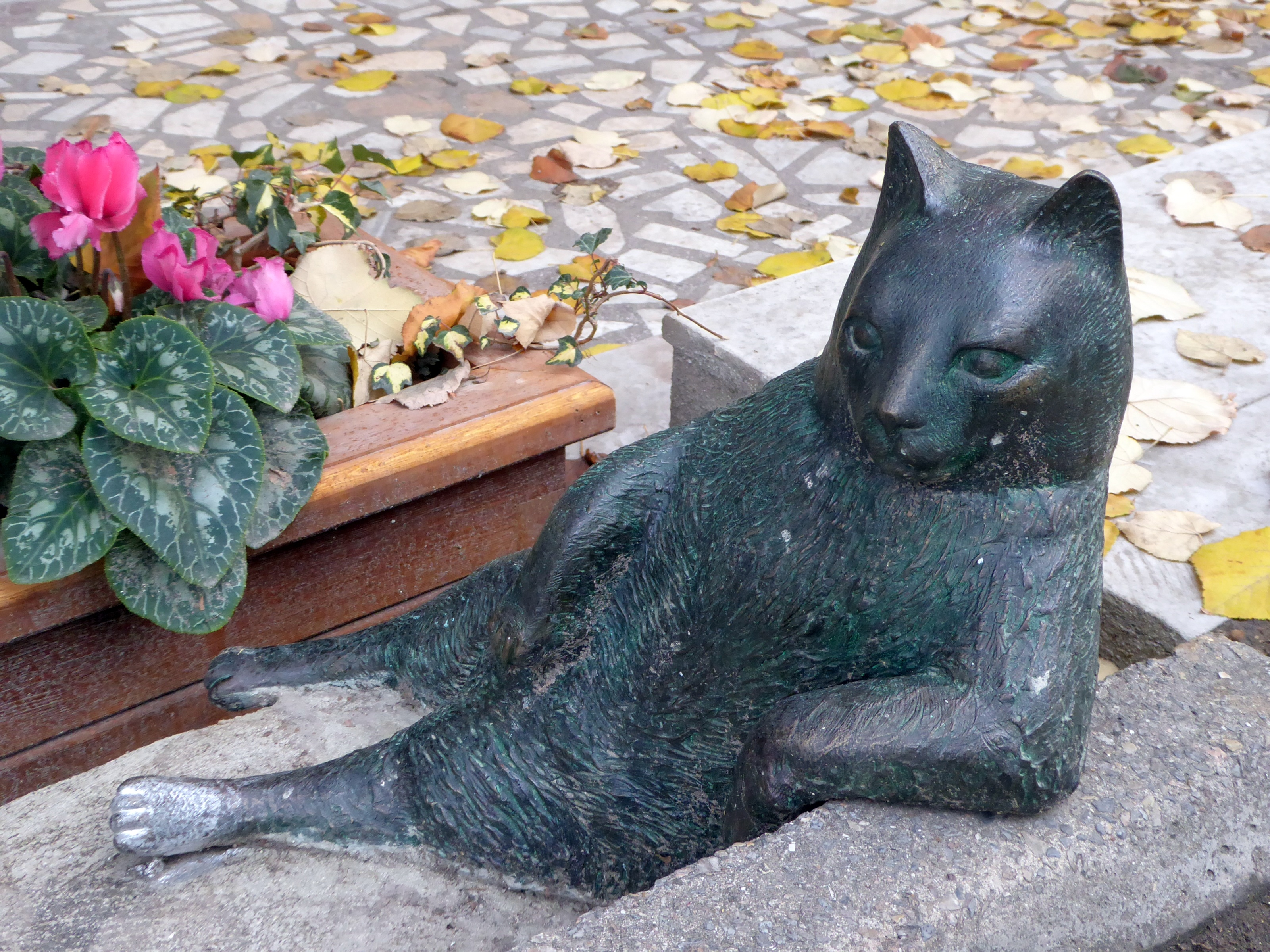
Estátua de bronze de Tombili em Ziverbey (Kadıköy), Istambul

Tombili (local e data de nascimento desconhecida – Istambul, 1 de agosto de 2016) era uma gata de rua. Ela era internacionalmente conhecida por causa de uma fotografia que a mostra reclinada na calçada. A cidade de Istambul homenageou Tombili depois de sua morte com uma estátua.

## Vida
Tombili (um apelido turco comum para um animal de estimação rechonchudo) era uma gata de rua que vivia em Ziverbey, no distrito de Kadıköy, em Istambul. A gata tornou-se popular entre os moradores do bairro por sua simpatia e seu jeito de se encostar nos degraus. Como resultado de uma foto dessa pose, o gato tornou-se conhecido mundialmente nas redes sociais e se tornou um fenômeno da internet. No distrito de Kadıköy ela ganhou status de cult. Em 2016, Tombili ficou gravemente doente e acabou morrendo no início de agosto.

## Monumento
Depois de sua morte, uma petição para homenagear sua memória recebeu 17.000 assinaturas e o prefeito de Kadıköy, Aykurt Nuhoğlu, concordou em comemorar oficialmente sua vida. Um escultor local, Seval Şahin, fez uma escultura recriando a pose que ganhou fama, que foi inaugurada para o Dia Mundial da Vida Selvagem em 4 de outubro de 2016. Centenas de pessoas vieram prestar seus respeitos, e o vice-prefeito de Kadıköy, Başar Necipoğlu, falou no evento, que foi transmitido pela TV turca.

### Roubo e retorno
Um mês depois, a escultura desapareceu. Uma foto compartilhada na mídia social mostrava a estátua desaparecida, deixando apenas a placa de latão da escultura. O município de Kadıköy anunciou em 8 de novembro de 2016 que a estátua havia sido roubada, provocando protestos e preocupação tanto na Turquia como em outros lugares. "Eles roubaram a estátua de Tombili. Eles são inimigos de tudo o que é belo. Tudo o que eles sabem é ódio, lágrimas e guerra", disse a deputada turca Tuncay Özkan na tradução. No entanto, em 10 de novembro de 2016, a estátua foi devolvida com segurança.

## Ligações externos
- "Ruptly TV - Turkey: Deceased Internet cat Tombili immortalised in statue", on YouTube
- "BoRa KiLiC Travel In Turkey - In Memory Of Istanbul’s Phenomenal Cat", on YouTube